# Финская лошадь
Фи́нская ло́шадь, фи́нка (фин. Suomenhevonen, англ. Finnhorse), Финская — распространённая в Финляндии порода лёгкого сельско-хозяйственного типа мелких норийских лошадей. 
Другое название породы — финская универсальная (англ. Finnish Universal). Финская лошадь довольно хорошо сохранила чистоту породы к началу XX столетия.

## История породы
Норийская лошадь имела в доисторическую эпоху двух представителей: одного мелкого, другого крупного типа. Полагают, что от первого произошли современные пони и мелкая туземная порода лошадей северных Европейских государств, а от второго — тяжеловозы Средней Европы.
Происхождение финской лошади в точности неизвестно, порода существует около 3000 лет. В другом источнике указано что на конец XIX столетия в Российской империи в отношении пород лошадей различали два главных типа:
- лошадь степная;
- лошадь крестьянская;
- кроме того, были заводские лошади различных пород[2].

Главную массу лошадей составляли отнесённые к типу крестьянских. Эти лошади, попав в Россию в очень давние времена из азиатских степей, видоизменялись под влиянием местных условий: в некоторых местностях мельчали, в других перешли в самостоятельные отродья. К числу последних относились финки, эстонки, вятки (вместе с обвинками и казанками). На 1899 год в Финляндском княжестве России числилось лошадей 274 856, жеребят — 33 630.
Их использовали в качестве упряжных и верховых лошадей местные жители. Использовали эту лошадь и в кавалерии. После этого назначение финской лошади стало лесное и сельское хозяйство, перевозка тяжестей. Предполагается, что первоначально это были мелкие лошади лесного типа, в XIX веке их экстерьер, рост и резвость были значительно улучшены путём прилития крови орловских рысаков и норфолкских лошадей. В 1907 году был основан студбук (племенная книга) лошадей финской породы. С тех пор порода разводится в чистоте, без прилития инородной крови. В 1950 году поголовье этих лошадей в Финляндии достигла рекордного числа в 409 000 голов. Они были очень популярны в качестве мелких тяжеловозов. Однако уже в 1960-е годы использование этих лошадей было практически прекращено, и поголовье финской породы резко сократилось до катастрофического уровня.

## Современная финская лошадь
Сейчас лошади финской породы составляют примерно треть от 57 000 имеющихся в Финляндии лошадей (статистика 2001 года), ежегодно рождаются около тысячи жеребят. Это считается минимальным количеством поголовья за всю историю породы. Их разводят с целью вывести универсальную лошадь, пригодную под седло и в упряжку и в беговую качалку и как тяжеловоза. Причём использовать для всех этих задач можно одну и ту же лошадь. Тем не менее, в племенной книг финской породы сегодня существует четыре раздела: рысаков, рабочих лошадей, верховых лошадей и лошадей пони-класса.
Существует два породных типа финской лошади.
- лёгкие, сухие лошади испытываются на ипподромах, как рысаки
- более тяжёлые, некрупные, работают в качестве тяжеловозов.

Финские лошади испытываются на ипподромах в качестве рысаков. Впервые такие испытания прошли на льду реки Аура в Турку в 1817 году. Сегодня большая часть финских лошадей (около 19 000 лошадей) испытывается на ипподромах Финляндии в закрытых для рысаков других пород заездах, поскольку эти лошади значительно уступают в резвости рысакам других пород. Рекорд финского рысака сегодня 2 мин. 07,4 с на 1600 м или 1 мин. 19,4 с на 1000 м. В 1924 году в Лахти учрежден рысистый чемпионат для финских лошадей, который популярен до сих пор — в 2000 году его посетили 50 000 зрителей. Несмотря на то, что финские лошади уступают другим рысакам в резвости, государство поддерживает владельцев этих лошадей крупными субсидиями, кроме этого финские рысаки пользуются большой популярностью у публики.

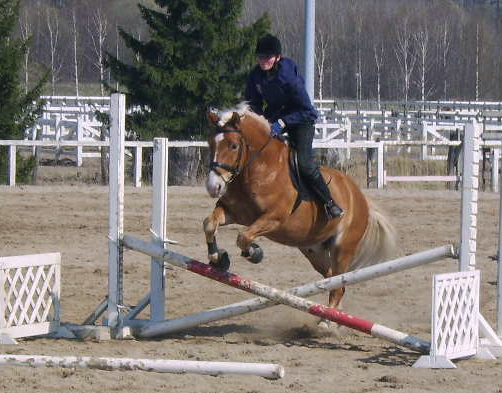
Финская лошадь в конкуре.

Кроме ипподромов финских лошадей сейчас используют для любительской верховой езды и любительского конного спорта. Таких лошадей примерно около 2000 голов. Они могут демонстрировать несложные элементы выездки и прыгать конкуры высотой до 130 см. Выступают финские лошади и в драйвинге. Однако спортивные соревнования с участием финских лошадей также закрыты для других спортивных пород, как и бега финских рысаков. Около 1 000 представителей финской породы работают на селе. Маленькие финские лошади, чей рост не превышает 148 см, используются для детского конного спорта.
Рост в холке современной финской лошади колеблется от 148 до 162 см, в среднем 152 см. Вес около 500—600 кг. Масти — прежде всего светло- и тёмно-рыжая, часто с более светлыми гривой и хвостом. Встречаются также гнедая, бурая и игреневая. Как правило, финские лошади имеют много крупных отметин на морде и ногах. Финская лошадь — одна из немногих пород в мире, в генофонде которой присутствует фактор пегой масти типа сплешед уайт.

## Финская лошадь в искусстве
Финские лошади снимались в фильме Л. Гайдая «За спичками».